# Billy Haddrell
Billy Haddrell, né le 24 juin 1972 , est un joueur professionnel de squash représentant l'Australie. Il atteint en décembre 1999 la 20e place mondiale sur le circuit international, son meilleur classement.

## Palmarès

### Finales
- Open de Pittsburgh : 1998